# Втеча Землі
«Втеча Землі» (фр. Terre en fuite) — науково-фантастичний роман французького письменника Франсіса Карсака, виданий 1960 року. Як і більшість творів Карсака, цей роман не було опубліковано англійською, проте 1972 року «Втечу Землі» було перекладено російською і видано в СРСР. Українською роман не перекладався.
Роман оповідає історію Поля Дюпона, найвидатнішого вченого. Незадовго до своєї загадкової загибелі Поль розкриває, що є людиною далекого майбутнього в тілі Дюпона. Ця людина, Орк, описує історію прийдешнього людства і причини своєї появи в сучасності. Орк розповідає як в майбутньому Землі загрожує вибух Сонця. Його утопічна цивілізація, проте, не мириться з цим і береться за втілення грандіозного задуму — відправити цілу планету до іншої зірки, здійснити «втечу Землі» від здавалося б неминучої загибелі.

## Сюжет
Оповідач розказує про свого друга і найвидатнішого фізика в історії, Поля Дюпона, загиблого 11 років тому. Оповідач, згідно заповіту, отримав майно ученого та опікунство над його сином, а разом тим доступ до нотаток Дюпона, в яких той описує свою незвичайну долю і причину власної геніальності.
Оповідач та Поль Дюпон з дитинства дружили, та з часом їхні шляхи розходяться. Оповідач стає фахівцем з природничих наук, а Поль — інженером-математиком.
Під час роботи на електростанції в Дюпона влучає блискавка, він непритомніє і, отямившись, говорить, що з ним сталося дещо неймовірне, про що він розповість згодом. За кілька днів Поль вирішує вступити до університету Клермон-Феррана, де знайомиться з нобелівським лауреатом Тьєбодаром. Той вражений здібностями Поля, який робить відкриття за відкриттям так швидко, ніби вже знає все заздалегідь. Характер колишнього інженера стає більш вольовим, а за рік той завойовує славу найгеніальнішого ученого у світі. Численні науковці виступають проти його теорій, однак Дюпон висуває незаперечні підтвердження своїх думок, які конфліктують з фізикою свого часу.
Незабаром Дюпон запрошує оповідача в гості, де загадково говорить, що він не Поль, а правду він зможе прочитати в нотатках. Геній відкриває, що в його тілі суміщені свідомості Поля і людини майбутнього, Орка Акерана, Верховного координатора. Наступні роки Поль мало публікує свої дослідження, натомість багато працює в лабораторії і одружується. Оповідач, навідавшись в лабораторію, виявляє Поля з дружиною мертвими біля невідомого апарата. Отримавши в спадок його власність, оповідач довідується правду про нього.
Як випливає з нотаток Орка, людству порівняно скоро доведеться пережити новий льодовиковий період і тривалу епоху занепаду, внаслідок якого його розвиток скотиться до рівня неоліту. Його цивілізації відомо, що люди побували на Марсі і Венері, здійснили багато відкриттів, в тому числі завдяки дослідженням Орка. Але спроби зупинити наступ льодів використанням ядерної енергії тільки прискорили його, людство погрузло у війнах за вцілілі території та занепало. Кілька зледенінь відбувалися одне за одним, поки не настав тривалий теплий період, коли люди змогли відродити цивілізацію і перевершити зниклу.
Орк живе в другій половині п'ятого тисячоліття нової ери, за своїм літочисленням. Він описує свою цивілізацію, її історію і досягнення. Зокрема він виділяє проблему польотів до інших зоряних систем. Щось не дає покидати околиці Сонячної системи, роблячи навігацію поза нею неможливою. Бувши за професією астрофізиком, Орк несподівано виявляє, що Сонце загине протягом найближчих 10 років, перетворившись на наднову зірку. Оскільки згубна дія вибуху досягне навіть околиць Сонячної системи і, безсумнівно, знищить життя на Землі, приймається зухвале рішення перетворити на космічний корабель саму Землю за допомогою відомого тільки людям майбутнього явища космомагнетизму. Разом з Венерою, до того часу цілком обжитою, Земля за чотири роки оснащується двигунами, щоб переміститися подалі від світила. Молодий вчений Кельбік, перевіривши розрахунки Орка, встановлює, що Сонце після вибуху перетвориться на чорного карлика. Перебування на його орбіті неможливе, і землянам доведеться вирушити до іншої зірки. Для виживання в тривалому польоті житла та інфраструктура переносяться під землю.
Попри опір і заколот напіврелігійного руху «фаталістів», які вірять в те, що протидія долі губить людську душу, план цілком вдається, і планети повільно віддаляються за межі Сонячної системи. Сонце ось-ось вибухне, і саме в цей час на Марсі виявляють залишки міста зниклої цивілізації. З'ясовується, що марсіани володіли таємницею міжзоряних польотів на кораблях, але Марс буде знищено ударною хвилею від зірки через лічені години. Сонце вибухає, поглинаючи планети, а населені планети доти вже знаходяться досить далеко, щоб вціліти. Разом з тим поверхні Землі з Венерою загрожує випалення, якщо не прискорити політ, який може викликати розколи планетарної кори. Тут відкривається, що до Ради планет пробрався диверсант з числа фаталістів, які замислили домогтися збільшення прискорення руху і цим зруйнувати Землю. Лиходія викривають і зменшують прискорення, завдяки чому випромінювання від вибуху випаровує частину океанів, але формує захисний хмарний шар, що блокує радіацію. Таким чином планета, хоч і замерзає, лишається придатною для життя в майбутньому. Починається так звана «епоха сутінків» у міжзоряному просторі.
Минає 15 років, Земля і Венера входять в систему зірки Етанор, на одній з планет якої живуть тілійці, нащадки заблукалих земних космонавтів зі зниклого кілька століть тому корабля. Їхня планета перенаселена, а друга придатна для життя населена войовничими гуманоїдами тріісами. Тілійці захоплюються відважністю і винахідливістю землян та погоджуються на обмін знаннями, але виступають проти їх присутності в системі, де і так напружена обстановка. Мандрівникам доводиться вирушити далі до зірки Белюль. В цей час учені відкривають таємницю космічних кораблів марсіан — вони переміщувалися не тільки в просторі, але і в часі, таким чином залишаючись в межах бар'єра навколо зірок, поза яким навігація стає неможливою.
Після прибуття до Белюля Земля піддається обстрілу космічними бомбами, земляни вступають у бій з місцевим населенням планети Тельбір, нащадками екіпажу іншого зниклого зорельота. Як з'ясувалося, їх свідомість була поневолена місцевими аборигенами р'хнехрами, переконуючи людей, що земляни їх зрадили, заславши в космос без можливості повернення. Р'хнехри володіють потужними психічними здібностями, однак не мають здібностей до точних наук, тому охоче користуються технічною кмітливістю і досягненнями людей, а також вживають найслабших з них в їжу. Внаслідок навіювання більшість тельбірців навіть не підозрює про існування р'хнехрів і виступає зі зброєю проти прибулих як зі своєї волі. Чотири місяці тривають бої в космосі, де земляни перемагають попри переважаючі сили ворога. Земляни знаходять спосіб зруйнувати навіювання і визволити свідомість нащадків зорелітників. Модифікувавши пристрій психоскоп для сканування пам'яті, земляни конструюють пристрої, що своїм випромінюванням отямлюють населення. Випробувавши його на полонених, вони опромінюють міста Тельбіру, через що там спалахують повстання, підриваючи владу р'хнехрів. Земля і Венера виходять на постійну орбіту, де їх атмосфера й океани розморожуються. Кілька років триває потепління, поки система Белюль дійсно стає новим домом для Землі і Венери.
Тельбірці вступають з ними в союз, Орк стає Великим Координатором та 4629 року літочислення своєї цивілізації проголошує, що «епоха сутінків» людства скінчилася. Проте залишається відкритим питання чи існують ще ворожі цивілізації та досі невиявлені людські спільноти. Тому настає час розвивати космонавтику для відсилання кораблів до інших зірок із використанням знань марсіан. Працюючи разом з Кельбіком над пристроєм для переміщення в часі, Орк вирішує внести певні зміни, через які несподівано сам переносить свою свідомість в далеке минуле. Так він опиняється в тілі Дюпона і шукає спосіб повернутися у свій час, зрештою будуючи новий пристрій. Перед відправленням він залишає людям заклик не впадати у відчай, адже хоч в майбутньому на них чекає занепад, їхні зусилля не будуть марними, цивілізація відродиться ще сильнішою, чому він, Орк є живим свідченням.

## Опис майбутнього

### Суспільство
За описом Орка, історія технічного прогресу в перші дві тисячі років «нової ери» в цілому збігається з розвитком подій в «дольодовикову», тобто нашу епоху. Він зауважує, що існують певні періоди, однакові як для його цивілізації, так і колишньої. Після закінчення зледеніння люди знаходилися на рівні неоліту. Фізіологія мало змінилася, за винятком того, що шкіра більш темна, ніж у сучасної європеоїдної раси, а сам поділ на раси зник. Кількість звивин мозку дещо збільшилася, проте кількість геніїв не зросла, порівняно з предками, тільки підвищився середній рівень інтелекту. Мізинці на ногах стали рудиментарними.
Оскільки люди вижили на одному острові, після подальшого розселення вони зберігали єдність, хоч і не без конфліктів. Біля 1840-х років за своїм літочисленням люди майбутнього винайшли парові машини, а в 1920-х освоїли атомну енергію. В 1950-х вони вже змогли досягнути Місяця, Венери і Марса, де виявили сліди сучасних людей. Відбулася колонізація і терраформінг Венери, та в 2244 низка атомних електростанцій венеріанських міст з невідомої причини вибухнули, забруднивши атмосферу.
У 2245 році Земля зазнала раптового нападу ворожих чужопланетян друмів, які поневолили землян, та чомусь не чіпали інші планети. У 3295 підпільним борцям за свободу вдалося створити згубний для загарбників вірус. Друми з часом відступили, так і не з'ясувавши походження вірусу, а люди зуміли скористатися їхніми знаннями для відкриття способу міжзоряних польотів у 4102 — гіперпростору. Було послано кілька космічних кораблів до інших систем, та повернувся тільки один. Завдяки венеріанцям земляни швидко відновили втрачені за панування друмів знання. Орк народився 4575 року, 4604 відбулося повстання фаталістів і їх придушення.
Суспільство людей майбутнього складається з двох груп людей: текнів і триллів. Текни — можливо походить від слова «технік» з англійської мови дольодовикової епохи, пронесенного в пам'яті людей через століття. Текни являють собою основу науково-технічного прогресу землян, це вчені, техніки, інженери і так далі. По суті текни є верховною владою планети, зокрема Рада Володарів — найкомпетентніші фахівці у своїй галузі (Володар Неба — тобто головний астрофізик, Володар Життя — то є головний біолог і так далі). Конфлікти вирішують Велика Рада, Рада Владарів і Верховний Суд, а найбільшим пороком вважається впевненість в одноосібному віданні істини.
Трилли — більша частина населення планети, являють собою різного роду виробників і обслуговчий персонал — офіціанти, пекарі, бакалійники, актори, художники і так далі. Поділ на текнів і триллів відбувається шляхом спеціальних іспитів-випробувань після закінчення навчального закладу. Переведення з текнів в трилли і навпаки хоч і дуже рідкісні, але все ж трапляються. Замкнута кастовість двох станів відсутня: «син пекаря може стати Володарем Неба, а його син може своєю чергою стати пекарем». Текнам під страхом довічного заслання категорично заборонено обговорювати питання науки з триллами. Люди майбутнього мають кілька релігій, але в більшості атеїсти. Вони досить ліберальні в сексуальних питаннях і приймають полігамію.

### Технології світу майбутнього
- Хвилі Хека — хвилі, швидкість яких вище швидкості світла. Почали використовуватися для зв'язку в реальному часі на далеких відстанях незадовго до подорожі.
- Хвилі Кнілла — випромінювання, що викликає моментальне виділення всієї енергії космомагнетичних двигунів, тобто приводить до їх вибуху.
- Промені Тюлліка — випромінювання, що викликає розпад нервових клітин людини. Були встановлені в систему вуличного освітлення міста Хурі-хольдів для захисту від потенційної загрози повстання фаталістів. Один такий пристрій зміг за секунду знищити скажений натовп.
- Бринн — надвбивча отрута, імовірно контактної дії. Після вживання навіть дуже малої кількості (маленький ковток) смерть настає миттєво.
- Психоскоп — медичний апарат для зондування людської пам'яті, оживляє навіть найдавніші спогади.
- Мнемонічні випромінювачі — безконтактна варіація психоскопа. Надає ефект спрямованим імпульсом і миттєво пробуджує всю пам'ять піддослідних. Використовувався для зняття масового марення з жителів Тельбіра, для чого космоліт з встановленими на борту випромінювачами літали над містами.
- Фульгуратор — електричний променемет. З тексту роману відомо лише, що при пострілі виривається електричний розряд, який спопеляє ціль.
- Перфокріт — керований копач, використовувався при штурмі підземної фортеці у війні з тельбірцями. Пробивають (або ж просвердлюють) поверхню і проникають в коридори підземних баз, де вибухають.

### Технічна сторона подорожі
Астронавтика землян майбутнього ґрунтується на так званих «космомагнетичних» двигунах. Відповідно до розповіді Орка, весь Всесвіт пронизаний силовими лініями якоїсь первинної сили — «космічного магнетизму», таким чином для додання зорельота прискорення досить встановити на ньому однополюсний «космомагніт», що дозволяє розвивати швидкість до 0,8 швидкості світла. Той же принцип був використаний і для перетворення Землі і Венери в космічні кораблі: на полюсах планет якої були споруджені гігантські «космомагнетичні» двигуни. Космомагнетизм по суті є авторською інтерпретацією теорії ефіру.
Як стало пізніше відомо з експедиції космомагнетичного зорельота до найближчої зірки, навколо кожної зірки існує космомагнетичне поле, що розповсюджується до поля сусідньої зірки. У місці зіткнення виникає різниця потенціалів і, як наслідок, — нездоланний бар'єр для матеріальних тіл, але проникний для випромінювання. Можливими шляхами вирішення проблеми були: а) розгін зорельота до швидкості світла, що було неможливим для космомагнетичних двигунів; б) маса зорельота повинна бути не менше маси Місяця. Але зорельоти раси Друмів якимось чином зуміли подолати цей бар'єр — армади їх кораблів прибували раз в 60 років. Також цей бар'єр створював перешкоди для гіперпросторових кораблів — зорельоти потрапляли в невизначену заздалегідь точку.
Єдиний відомий спосіб здійснювати далекі гіперстрибки в потрібну точку — це спосіб марсіан. Тут крім космомагнетизму і гіперпростору використовувалося ще і переміщення в часі. Схема подорожі така: гіперпросторовий стрибок до бар'єра, зміщення у минуле чи майбутнє в той момент часу, коли бар'єр зник або його ще не існує (за рахунок галактичного зсуву), космомагнетичний політ за зону бар'єру, зворотний зсув в часі і гіперстрибок до точки призначення. Хоча, як зазначив Кельбік — один з помічників Орка, останній зсув у часі можна і не робити, тому що планети цікаво досліджувати в будь-який момент часу.